# Trachymyrmex sharpii
Trachymyrmex sharpii är en myrart som först beskrevs av Auguste-Henri Forel 1893.  Trachymyrmex sharpii ingår i släktet Trachymyrmex och familjen myror. Inga underarter finns listade i Catalogue of Life.